# Long Tall Sally
Long Tall Sally is een rock-'n-rollnummer, geschreven door Robert Blackwell, Enortis Johnson en Richard Penniman, beter bekend als Little Richard. Richard was, in 1956, de eerste die het nummer opnam.
Het nummer is vele malen gecoverd, onder andere door Elvis Presley (1956), The Kinks (1964), The Beatles (1964) en live door Led Zeppelin (1970). Pat Boone zong een versie met aangepaste songtekst, een versie die Little Richard nooit heeft weten te waarderen.

## Little Richard
Op de B-kant van de originele versie van Little Richard stond Slippin' and Slidin'. Beide nummers stonden op zijn debuutalbum Here's Little Richard uit 1957. Long Tall Sally stond 19 weken op 1 in de Rhythm and Blues-hitlijst in de Verenigde Staten.

### NPO Radio 2 Top 2000
| Nummer met noteringen in de NPO Radio 2 Top 2000 | '99  | '00  |
| ------------------------------------------------ | ---- | ---- |
| Long Tall Sally                                  | 1695 | 1386 |

1. ↑  Een vetgedrukt getal geeft de hoogste notering aan.
2. ↑  Deze tabel is bijgewerkt tot en met de laatste editie (2024).

## The Beatles
Long Tall Sally is een single van de Engelse band The Beatles uit 1964. Als single verscheen het nummer onder andere in Nederland en Duitsland, maar niet in Groot-Brittannië. Daar verscheen het nummer op een ep, samen met I call your name, Slow down en Matchbox.
In Nederland werd Long Tall Sally uitgebracht ter gelegenheid van het bezoek van The Beatles aan dat land op 5 en 6 juni 1964. Ze voerden het nummer ook uit tijdens hun optredens. De meeste platen van The Beatles werden uitgebracht op Parlophone, maar deze op het Duitse merk Odeon Records. De plaat werd een nummer 1-hit. In Duitsland kwam ze tot de zevende plaats.

## Parodie
Larry Williams schreef in 1957 een parodie op Long Tall Sally, die hij zelf op de plaat zette: Short fat Fannie. Het nummer haalde de top tien in de Billboard Hot 100.

### Tracklist

#### 7" Single
Odeon O 126 [nl] (1964)
Odeon O 22 745 [de] (1964)
1. Long Tall Sally
2. I call your name

### Hitnotering
| Long Tall Sally            | Long Tall Sally       | Long Tall Sally | Long Tall Sally | Long Tall Sally | Long Tall Sally | Long Tall Sally | Long Tall Sally | Long Tall Sally | Long Tall Sally | Long Tall Sally | Long Tall Sally | Long Tall Sally |
| Hitlijst                   | Datum van binnenkomst | Week:           | 1               | 2               | 3               | 4               | 5               | 6               | 7               | 8               | 9               |                 |
| -------------------------- | --------------------- | --------------- | --------------- | --------------- | --------------- | --------------- | --------------- | --------------- | --------------- | --------------- | --------------- | --------------- |
| Tijd Voor Teenagers Top 10 | 27-6-1964             | Positie:        | 5               | 1               | 1               | 1               | 4               | 4               | 4               | 6               | 6               | uit             |

### NPO Radio 2 Top 2000
Long Tall Sally stond alleen in 2000 in de NPO Radio 2 Top 2000, op plek 1785.